# Holiday Island
Holiday Island – jednostka osadnicza w Stanach Zjednoczonych, w stanie Arkansas, w hrabstwie Carroll.